# Takechi no Kurohito
Takechi no Kurohito (高市 黒人); dates inconnues) est un poète japonais de la fin du VIIe siècle. Selon le Manyōshū, Takechi participe à une visite impériale ca. 702 à la suite de la césarienne de l'impératrice Jitō. Son rang est celui d'un muraji, titre tribal héréditaire (kabane).
De la vie de Takechi no Kurohito, on ne sait guère plus qu'il était un courtisan de l'impératrice Jitō (690-697) et de l'empereur Mommu (697-707). L'auteur de waka est avec Kakinomoto no Hitomaro un représentant précoce de la tradition japonaise de poésie de voyage. Un de ses poèmes est inclus dans l'anthologie Manyōshū.

## Source de la traduction
- (de) Cet article est partiellement ou en totalité issu de l’article de Wikipédia en allemand intitulé « Takechi no Kurohito » (voir la liste des auteurs).
- Notices d'autorité :   - VIAF
  - LCCN
  - Japon
  - CiNii
  - Israël
  - WorldCat